# Vasadès
El Vasadès, (en occità: Vasadés, en francès: Bazadais) és un parçan o comarca d'Occitània situat a la Gascunya. La seva vil·la principal és la ciutat de Vasats (en francès: Bazas)
Segons la proposta de divisió territorial d'Occitània del diari Jornalet, basada en l'obra de Frederic Zégierman Le Guide des pays de France, el Vasadès estaria ubicat a la regió de la Gascunya, subregió de Landes i Labrit.
Oficialment, les comunes del Vasadès estan adscrites administrativament al  departament francès de la Gironda (sud-est), a la regió administrativa de Nova Aquitània.